# Långtjärnsberget
Långtjärnsberget este o arie protejată (arie specială de conservare — SAC, sit de importanță comunitară — SCI) din Suedia întinsă pe o suprafață de 5,6 ha, integral pe uscat.

## Localizare
Centrul sitului Långtjärnsberget este situat la coordonatele 59°42′22″N 13°33′47″E / 59.7061°N 13.563°E.

## Înființare
Situl Långtjärnsberget a fost declarat sit de importanță comunitară în ianuarie 2002 pentru a proteja 1 specie de plante. Situl a fost protejat și ca arie specială de conservare în martie 2011.

## Biodiversitate
Situată în ecoregiunea boreală, aria protejată conține 1 habitat natural: Taiga vestică.
La baza desemnării sitului se află o specie protejată de  plante: Buxbaumia viridis.